# ヤハロム (イスラエル国防軍)
ヤハロム (英語: Yahalom, ヘブライ語: יהל"ם)は、イスラエル国防軍戦闘工兵科に所属する特殊作戦部隊である。
ヤハロムの名称は、ヘブライ語で"ダイヤモンド"を意味すると同時に、"特殊作戦工兵部隊"を意味する語のアクロニムになっている。
ヤハロムはイスラエル軍の特殊部隊の中でも、破壊工作・爆発物処理・地雷処理・CBRNE対応・軍用ロボットや無人地上車両（UGV）の取扱・トンネル戦などに特化しており、危険地域において上記の工兵作業を実施する事を目的としている。仕掛け爆弾やハマスのトンネルへの対応が増加した事により、ヤハロムの作戦行動回数はイスラエル軍の全部隊の中でも最も多い水準となっている。

## 設立
イスラエル軍において、戦闘工兵部隊は1948年の第一次中東戦争（イスラエルにとっての独立戦争）以来、重要な作戦部隊として認識されており、その起源はイスラエル建国以前に編成されたパルマッハの破壊工作ユニットに端を発する。最初に戦闘工兵部隊が設立されると同時に、その中の精鋭部隊として爆発物処理部隊（SAP）が編成され、この部隊は第二次世界大戦中にイギリス軍のユダヤ旅団において同様の任務を専門的に行ってきたルディ・シャフラン少佐によって率いられた。
1982年のレバノン戦争の戦訓を受け、通常の戦闘工兵部隊よりも高度かつ正確な破壊・妨害活動の可能な部隊として"ヤール"戦闘工兵偵察部隊が新編された。この部隊はレバノン南部での山岳地域での任務が可能となるよう特殊作戦訓練を受けており、サバイバル技術や対テロ戦闘技術を身に着けていた。ヤール部隊はレバノン南部地域でヒズボラやその他のテロ組織に対する反抗作戦に数多く従事した。
1995年のイスラエル国防軍再編計画の中で、ヤール工兵偵察部隊と爆発物処理部隊が統合され、ヤハロムとなった。統合の主な目的は、後方支援部門の重複を減らし戦闘部隊に多くのリソースを割り振る事にあった。

## 活動
第二次インティファーダ勃発後、ヤハロムはヨルダン川西岸地区およびガザ地区、およびレバノン国境付近で、仕掛け爆弾（IED）の処理や、敵対勢力（ハマス・イスラム聖戦・ヒズボラ等）の軍事施設・インフラ施設破壊に従事したとされている。この戦功により、ヤハロムは2002年に中央軍司令官より表彰を受けた。
この頃、ガザ地区密輸トンネルの脅威の増大を受け、南部軍にトンネル対策チームが設立された。トンネル対策チームは90か所以上のトンネルを発見・破壊するなど戦果を挙げたが、重装備や訓練の不足により損害も大きく、2004年5月には、トンネル対策チームの戦闘指揮官らが搭乗し爆発物を満載したM113装甲兵員輸送車が、RPGの直撃を受け大爆発を起こし搭乗員全員が死亡する事例が発生、これを受けてトンネル対策チームをヤハロムの隷下に配属し専門的な戦闘訓練を施されることが決定された。トンネル対策チームは"サモール"（ウィーゼル、イタチの意）の名称でヤハロムに組み込まれた。
2005年にガザ地区からの撤退が決まると、ヤハロムおよび南部軍所属の工兵部隊は、ガザ地区内にイスラエル軍が建設していた軍用施設の破壊を実施した。
2006年に始まった第二次レバノン戦争においては、ヤハロムの戦闘部隊は装甲化されたD9ブルドーザーでレバノン領内に進攻し、仕掛けられた大型爆発物や地雷、掩体壕などを破壊した。また、予備役の爆発物処理部隊は、イスラエル領内に飛来したロケット弾の処理に従事した。
2008年12月のガザ地区進攻（キャストレッド作戦）では、ヤハロムの部隊も地上侵攻に加わり、仕掛け爆弾・掩体壕・ハマスのトンネルシステム等を破壊した。
2009年11月には、イランからヒズボラ向けに武器を運搬していたとみられている貨物船「Francop」をイスラエル海軍特殊部隊「シャイェテット・13」が拿捕し、ヤハロムは発見された爆発物が作動するものであるという確認や、危険性の評価および除去を行った。
2010年5月には、トルコから出向しガザ地区に向かい、これを支援する船団に対して、イスラエル海軍特殊部隊が同様に制圧・拿捕する事件（ガザ支援船団襲撃拿捕事件）があり、この時にもヤハロムが船内で爆発物の発見・除去を行ったとされている。
2011年11月にはイラン領内にある革命防衛隊指揮下のシャハブ3弾道ミサイル基地で大規模な爆発があり、戦闘指揮官を含む17名の革命防衛隊隊員らが死亡した。海外の軍事アナリストは、この事件は破壊工作に精通したヤハロムが、モサドと共同で実施した爆破作戦ではないかと推測した。
2012年2月にエジプトとイスラエルの国境付近でパトロール部隊が爆発物を発見し、ヤハロムのSAP部隊が調査および処理を行った。この爆弾は携帯電話を起爆装置に使用し、大量の破片弾が組み込まれた威力の高いもので、イスラエル国内に持ち込まれ屋内で使用された場合、甚大な被害が出ていた可能性のあるものであった。
2013年10月、ヤハロムはガザ地区に近いニリム近郊で、ハマスの構築した長大なトンネルシステムを発見した。トンネルの資材には人道支援としてイスラエルから供給された高品質のコンクリートが使用されており、強度や耐久性の高いものであった。ヤハロムはゴラニ旅団の精鋭兵士および第401機甲旅団の戦車の支援を受けてトンネル破壊作戦に投入され、トンネル側面に穴を開けて爆発物の搬入を行ったが、この最中にトンネル内の仕掛け爆弾が爆発し、ヤハロム部隊の将校を含む兵士5人が死傷した。これに対し、空軍の戦闘機がハーン・ユニスの温室に隠されたトンネルの入り口側を空爆で破壊し、トンネル内にいたハマス幹部を含む4名が死亡した。トンネルはSAP部隊がトンネル破壊用混合エマルジョンを用いて完全破壊した。トンネル破壊用エマルジョンはイスラエル軍によって開発された爆発物で、2種類の非爆発性の液体を霧状にしてトンネル内に注入し、これらがトンネル内で混合されることで強力な爆発性を得るというものである。
2014年3月にはシャイェテット・13部隊が紅海でイランから出航した貨物船「Klos C」を拿捕し、セメントと書かれたコンテナの中から大量のロケット弾や武器を発見した。この荷物はガザ地区に向けられていたと（少なくともイスラエルは）考えられており、ヤハロムはこれらの武器や爆発物の対応にあたった。同月、ヤハロム戦闘員と南部軍工兵部隊が、再度ハマスの大規模トンネルを発見した。
2014年6月にはヨルダン川西岸地区内のグーシュ・エツヨンで誘拐された3人の少年の救出作戦に投入され、この過程で西岸地区内の数十か所のトンネルを発見した。また、複数の爆発物研究施設もヤハロムよって発見された。
2014年7月から8月にかけて実施されたガザ地区への大規模侵攻（プロテクティブ・エッジ作戦）では、ヤハロムのサモール部隊とSAP部隊がトンネル破壊用エマルジョンを本格的に導入し、この期間にガザ地区内の30か所以上のトンネルを破壊した。
2015年10月にエイタム・ヘンキン夫妻殺害事件が発生し、容疑者が逮捕された後、ヤハロムが容疑者らの住宅を爆破した。
2017年から2018年にかけて、ヤハロムはガザ地区からイスラエル領内に延ばされた複数のトンネルの発見および破壊に従事した。
2018年12月には北方の盾作戦において、レバノン内部からイスラエル領内にかけてヒズボラによって掘られたトンネルの捜索および破壊に従事した。この作戦では計６本のトンネルが発見・処理された。
2019年にヤハロムは北方の盾作戦の戦功により北部軍司令官賞を授与された。2020年12月には一連のトンネル対策が評価され参謀総長から部隊に感謝状が送られた。2021年3月には南部軍司令官より表彰を受けた。
2022年10月、ヨルダン川西岸地区で3月から行われた防波堤作戦の一環として、ヤハロム、ヤマム、サイェレット・マトカル、イスラエル総保安庁（シン・ベート）、オケッツ、ギヴァティ旅団偵察大隊などの合同作戦として、ヨルダン川西岸地区のナブルスにあったテロ組織「ライオンの巣」の本部兼爆発物研究所への襲撃作戦が実施された。この作戦でテロ組織のメンバー5名が死亡し、本部施設は爆破された。
2023年5月、ナブルス近郊のバラタ難民キャンプでの軍事作戦中、ヤハロムが爆発物研究施設を発見し、破壊した。8月にも同じくバラタ難民キャンプにて爆発物研究施設と爆発物の保管倉庫を発見・破壊している。
2023年7月3日から5日にかけてのジェニンへの侵攻作戦（ホーム・アンド・ガーデン作戦）において、ヤハロムは全ての戦闘作戦に同行し、6か所の爆発物研究施設を含む、テロ組織のインフラ施設・ロケット弾・仕掛け爆弾・自動車爆弾などの捜索および破壊を実施した。
2023年10月7日のハマスによるイスラエル領内での虐殺および拉致事件勃発の際、ヤハロムの戦闘員はキブツ・アルミムやキブツ・ベエリで敵の襲撃に対応し、またヤド・モルデハイやクファル・アザで子供を含む民間人を救出した。また、事件から数週間、ハマス戦闘員らの残した荷物に含まれる証拠資料や武器・爆発物の回収や調査を行った。
この事件端を発したイスラエル側の反攻作戦"鉄の剣作戦"において、ヤハロムはガザ地区への地上侵攻に参加し、2023年11月19日には、戦闘工兵部隊、ヤハロム、オケッツ、シャルダグ部隊は、アル・シファ病院の地下でトンネルを発見した。11月22日までの間に、ヤハロムは計400か所のトンネルを発見および破壊したと報告されている。
2023年12月にはヤハロム、シャイェテット・13、第14旅団の兵士らがランティシ病院の地下でトンネル施設を発見した。また同月、ヤハロムはハマス幹部ヤヒヤ・シンワルの邸宅の一つと、その地下のトンネル施設を発見した。このトンネルには電気・上下水道・空調設備・更に礼拝室なども備えられていた。

## 編制
- "ヤール"戦闘工兵偵察部隊
- "SAP"爆発物処理部隊
- "サモール"トンネル対応部隊
- "ミッドロン・ムシャルグ"突撃啓開部隊 - 建物への突入を専門とする部隊
- "サフィール"航空兵器・爆発物処理部隊 - 大量破壊兵器の脅威への対応・航空兵器への対応等を行う部隊
- "ヘゼック"軍用ロボット運用部隊 - 解散し他の部隊に統合された
- "アヴォセット"対CBRNE部隊
- "ギヴォル"対NBC部隊（予備役）

## 画像

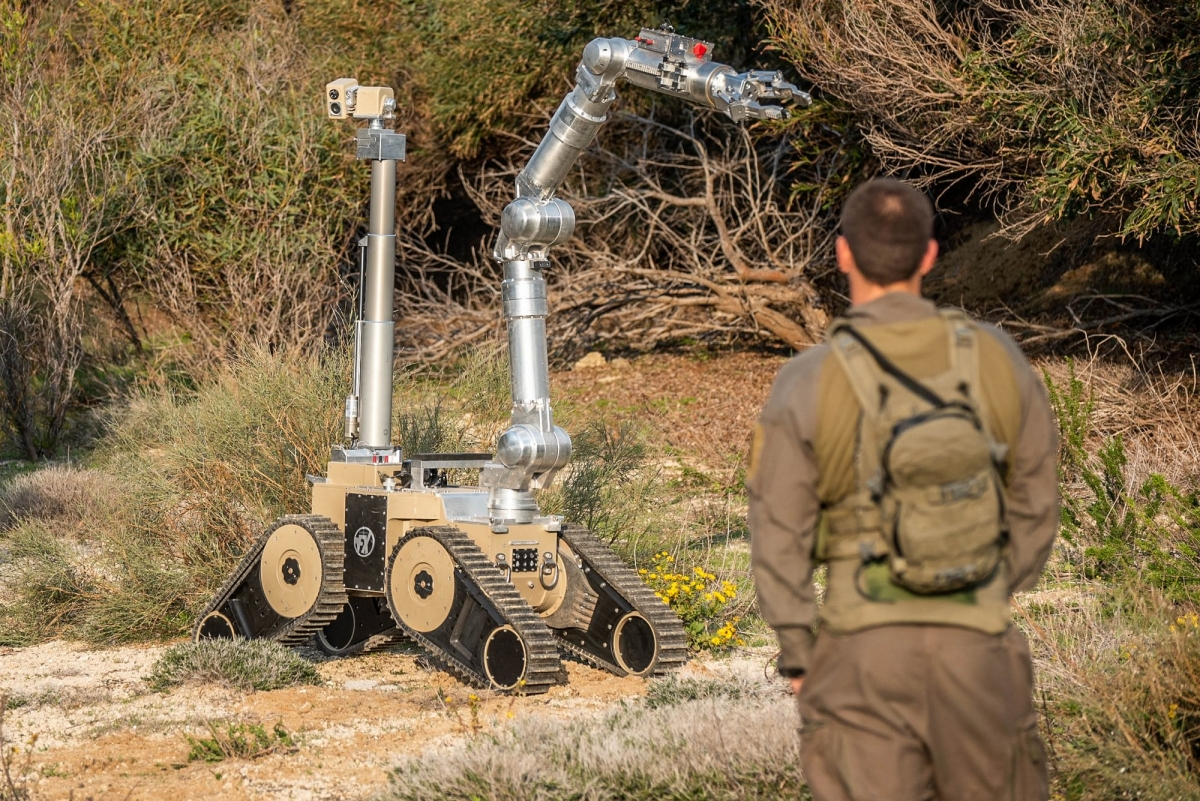
EODロボット
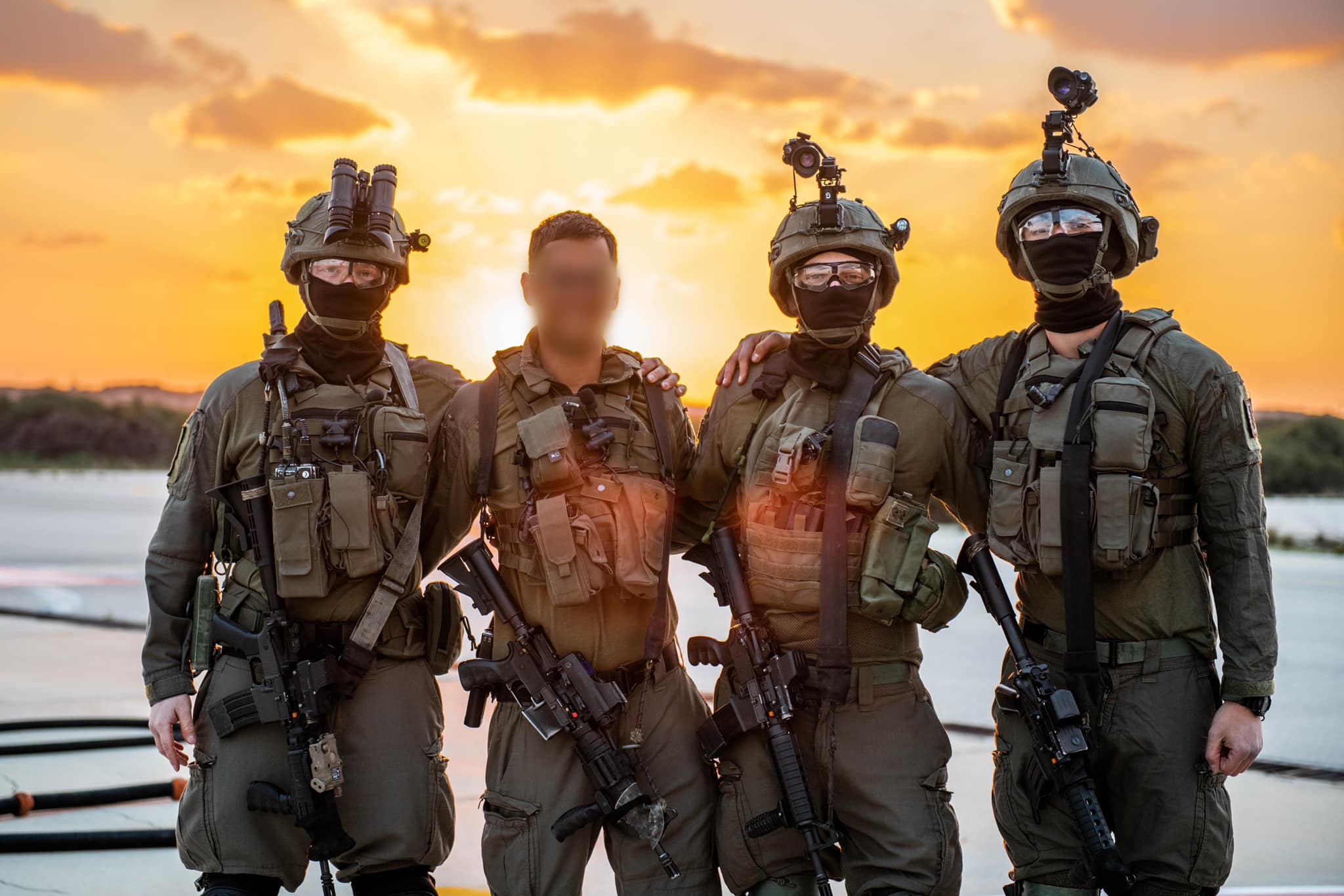
ヤハロムの戦闘員
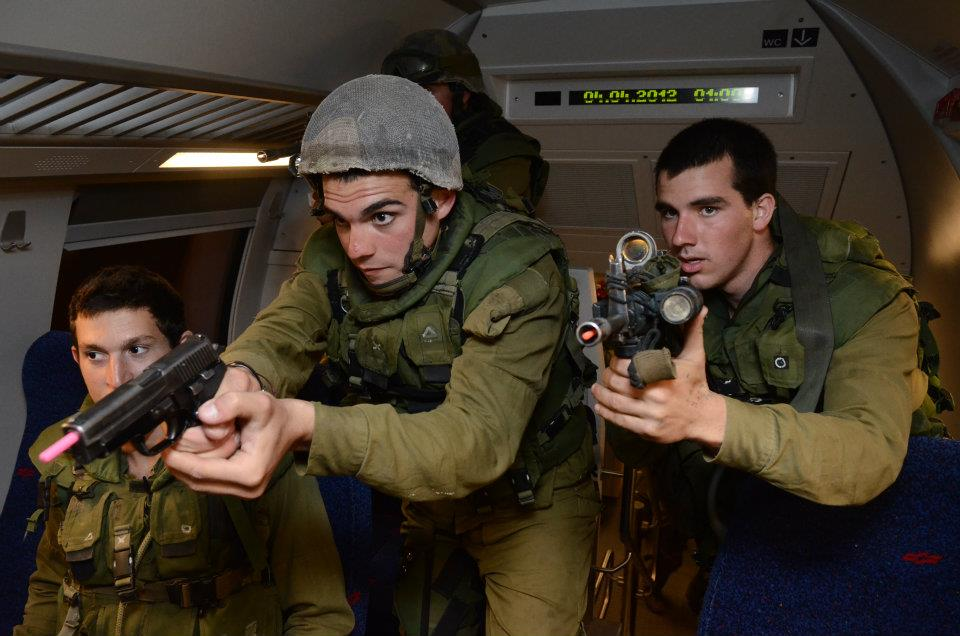
鉄道への突入訓練を行うヤハロム隊員
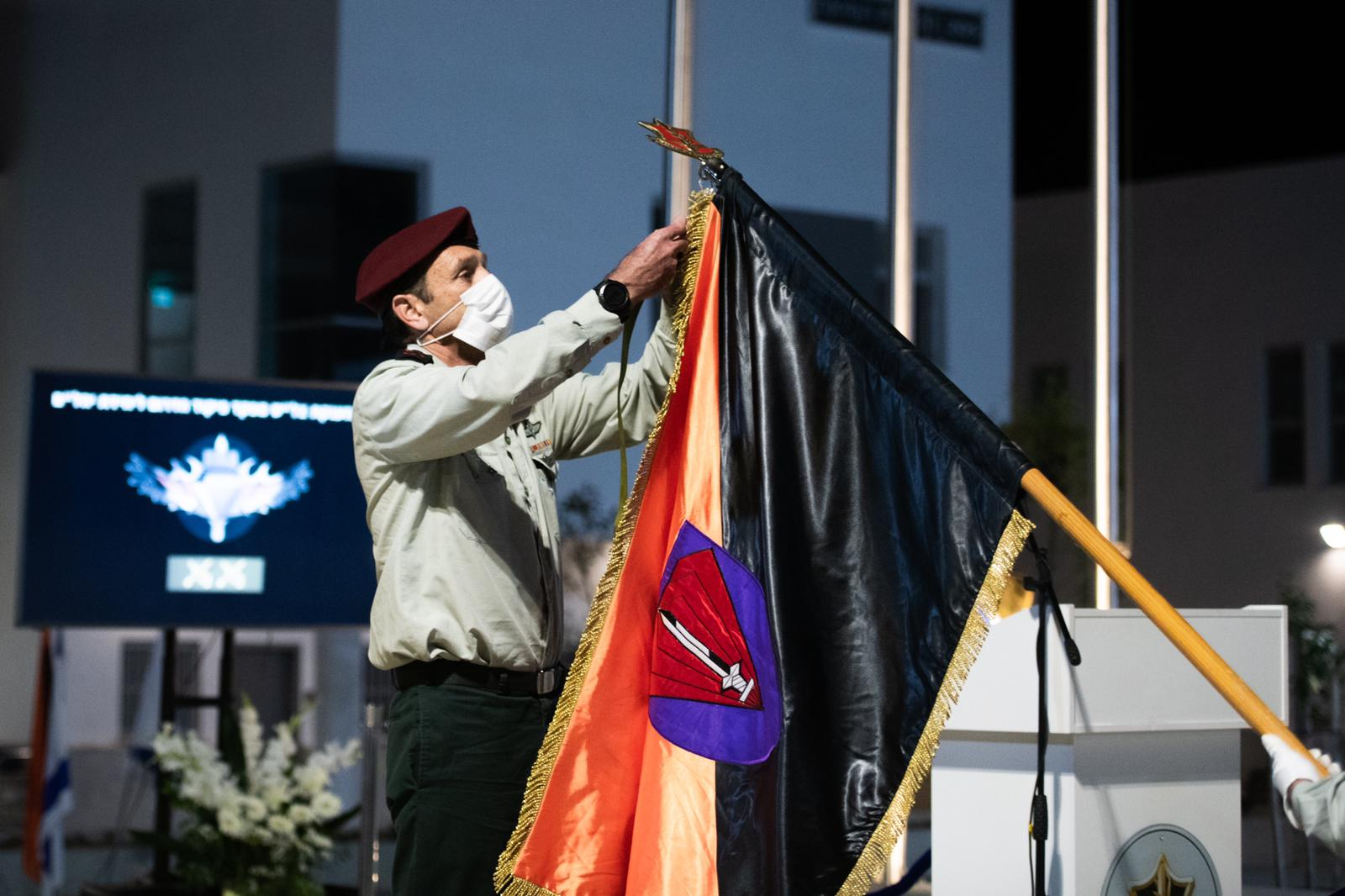
南部軍司令官からの表彰、2021年。